# ميخائيل برودسكي (دبلوماسي)
ميخائيل برودسكي (بالعبرية: מיכאל ברודסקי‏) هو دبلوماسي إسرائيلي، ولد في 1972 في سانت بطرسبرغ في روسيا.